# London-Est
Pour les articles homonymes, voir London.
London-Est fut une circonscription électorale fédérale de l'Ontario, représentée de 1968 à 1997.
La circonscription de London-Est a été créée en 1966 à partir de London et de Middlesex. Abolie en 1996, elle fut redistribuée parmi London-Ouest, London—Adelaide et London—Fanshawe.

## Géographie
En 1966, la circonscription de London-Est comprenait:
- La partie est de la ville de London
- Le canton de London

## Députés
1. 1968-1984 — Charles Turner, PLC
2. 1984-1988 — Jim Jepson, PC
3. 1988-1997 — Joe Fontana, PLC

- PC = Parti progressiste-conservateur
- PLC = Parti libéral du Canada